# Roland Courteau
Pour les articles homonymes, voir Courteau.
Roland Courteau, né le 24 février 1943 à Narbonne (Aude) et mort le 4 août 2025, est un homme politique français.

## Biographie
Instituteur de formation, membre du Parti socialiste, Roland Courteau est élu sénateur de l'Aude le 28 septembre 1980, réélu les 24 septembre 1989, 27 septembre 1998, 21 septembre 2008 et 28 septembre 2014. Il ne se représente pas en 2020. Parmi ses engagements politiques figurent la « violence faites aux femmes », la « défense de la viticulture » et la « protection de la Méditerranée »,,.

## Synthèse des mandats et fonctions
- Sénateur de l’Aude
- Conseiller général de l'Aude, élu dans le canton de Narbonne-Ouest
- Vice-président du conseil général de l'Aude
- 1er adjoint au maire de Sallèle-d'Aude
- Coprésident de l'Association nationale des élus de la vigne et du vin (ANEV) - démission en 2013

## Distinctions
- Chevalier de la Légion d'honneur (2021)[6]